# دوتا گوزن

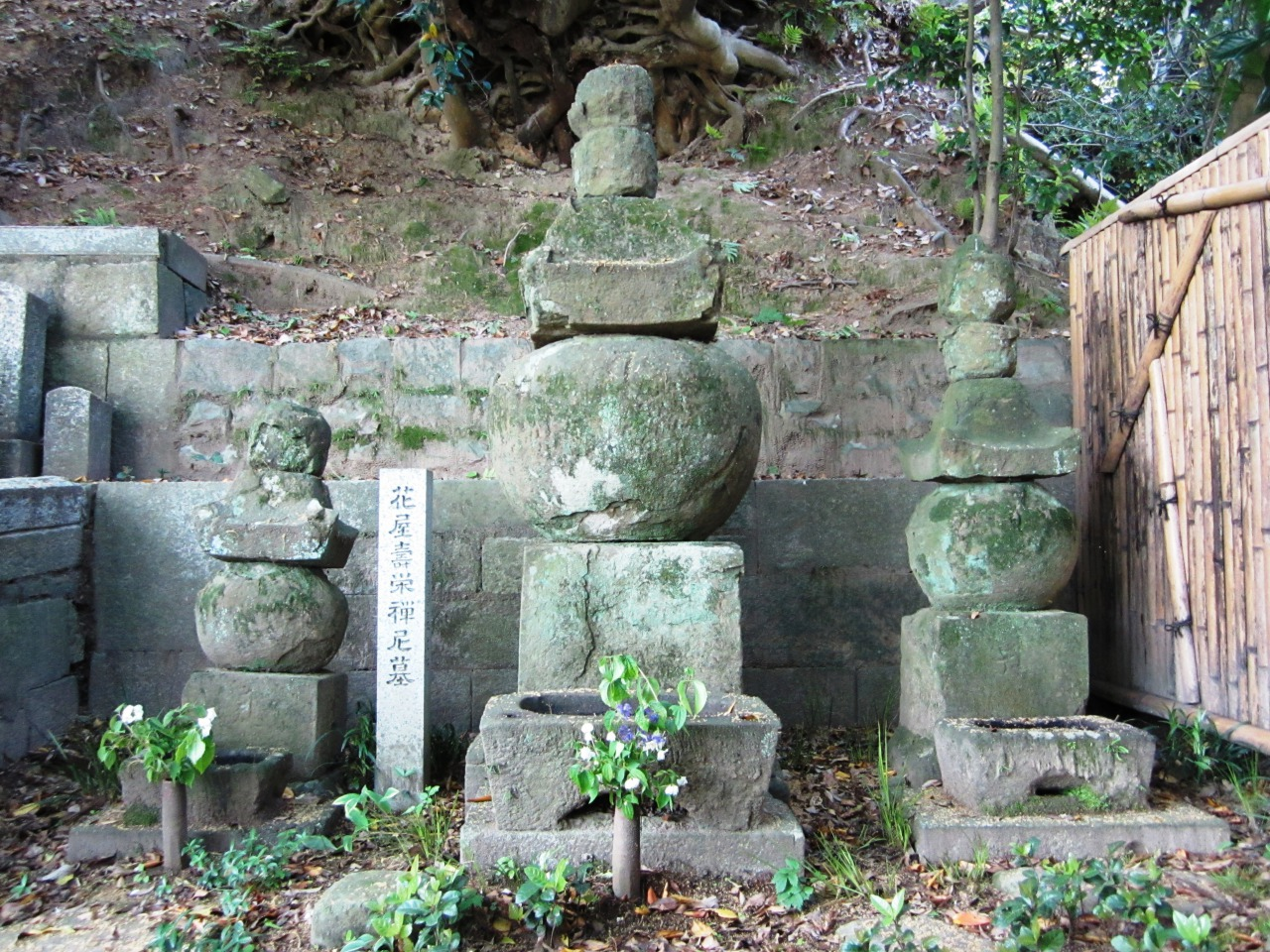
قبر دُوتا گُوزِن در معبد شینتن نو در تسو میه.

دُوتا گُوزِن (به ژاپنی: 土田御前 Dota Gozen)، تسوچیدا گُوزِن (به ژاپنی: Tsuchida Gozen) (تولد نامعلوم و درگذشته ۱۵۹۴ میلادی) همسر اصلی اودا نوبوهیده رهبر خاندان اودا و مادر اودا نوبوناگا جانشین وی بود. اودا نوبوهیده قبل از وی با دختر اودا تاتسوکاتسو (معاون فرماندار اُواری) نیز ازدواج کرده بود که به طلاق انجامیده بود.
دُوتا گُوزِن همچنین مادر سه برادر کوچکتر نوبوناگا به نام‌های اودا نوبویوکی (۱۵۵۷–۱۵۳۶)، اودا نوبوکانه (۱۵۴۸–۱۶۱۴) و اودا هیده‌تاکا (مرگ ۱۵۵۵) و دو خواهر کوچکتر به نام‌های اواینو (مرگ ۱۵۸۲) و اوایچی (۱۵۸۳–۱۵۴۷) بود.

## رقابت بین دو برادر
بنابر روایت‌ها دُوتا گُوزِن به پسر کوچکترش اودا نوبویوکی بیشتر از نوبوناگا علاقه داشت. هنگامی که نوبویوکی برای بار نخست بر ضد برادر بزرگش نوبوناگا شورش کرد و شکست خورد. مادر وی وساطت کرده و از نوبوناگا خواست که برادر کوچکترش را ببخشید و از تقصیر وی بگذرد. نوبوناگا نیز مطابق با خواست وی عمل کرد. اما هنگامیکه دوباره به قصد غصب قدرت وی مشغول برنامه‌ریزی شد این بار نوبوناگا وی را با حیله به قتل رساند.